# Richard Herrmann
Richard Herrmann (Katowice, 28 de janeiro de 1923 — 27 de julho de 1962) foi um futebolista alemão-ocidental.  
Jogou na posição de atacante e defendeu em sua carreira as equipes do FC Kattowitz e FSV Frankfurt.
Pela Seleção da Alemanha Ocidental, integrou o elenco campeão de seu país na Copa do Mundo de 1954, atuando em uma partida.